# Bundestagswahlkreis Luckenwalde – Zossen – Jüterbog – Königs Wusterhausen
Der Bundestagswahlkreis Luckenwalde – Zossen – Jüterbog – Königs Wusterhausen war von 1990 bis 2002 ein Wahlkreis in Brandenburg. Er besaß die Nummer 278 und umfasste die ehemaligen Landkreise Luckenwalde, Zossen, Jüterbog und Königs Wusterhausen. Im Zuge der Reduzierung der Anzahl der Wahlkreise in Brandenburg bei der Wahlkreisreform von 2002 von zwölf auf zehn wurde das Gebiet des Wahlkreises auf die Wahlkreise Brandenburg an der Havel – Potsdam-Mittelmark I – Havelland III – Teltow-Fläming I, Potsdam – Potsdam-Mittelmark II – Teltow-Fläming II und Dahme-Spreewald – Teltow-Fläming III – Oberspreewald-Lausitz I aufgeteilt.
Der letzte direkt gewählte Wahlkreisabgeordnete war Peter Danckert (SPD).

## Wahlkreissieger
| Wahl | Name            | Partei | Erststimmen |
| ---- | --------------- | ------ | ----------- |
| 1998 | Peter Danckert  | SPD    | 48,8 %      |
| 1994 | Herbert Meißner | SPD    | 50,8 %      |
| 1990 | Herbert Meißner | SPD    | 38,9 %      |